# PSMマカッサル
PSMマカッサル (インドネシア語: PSM Makassar) はインドネシアのマカッサルを本拠地とするサッカークラブである。PSMはPersatuan Sepakbola Makassar (マカッサルサッカー協会)の略称である。現在はインドネシアの国内最上位サッカーリーグであるインドネシア・プレミアリーグに参加している。
インドネシアでも屈指の強豪クラブの一つであり、2000年にはインドネシアリーグで優勝、アジアサッカー連盟 (AFC)の国際大会であるAFCチャンピオンズリーグにも2回出場している。

## 歴史
PSMマカッサルは1915年11月2日にMakassar Voetbal Bond (マカッサルサッカー連盟クラブ、MVB)として設立された。

### リーガ・インドネシア
1995-96シーズンはリーガ・インドネシア・プレミア・ディヴィジョン（1部）のファーストステージ（東地区）で1位になると、西地区と東地区の各上位6チームが出場するセカンドステージでもグループCで1位になった。準決勝でプルシプラ・ジャヤプラに4-3で勝ったが、決勝ではBandung Rayaに0-2で敗れて準優勝に終わった。1996-97シーズンはファーストステージで1位、セカンドステージ（グループC）で1位になったが、準決勝でPersebaya Surabayaに2-3で敗れた。1997-98シーズンはリーガ・インドネシアとインドネシアサッカー協会との間にいくつかの問題が生じ、リーグはシーズン途中で中断された。1998-99シーズンはファーストステージで2位、セカンドステージ（グループB）で最下位に終わった。
1999-2000シーズンはファーストステージで1位、セカンドステージ（グループA）で1位になると、準決勝でPersija Jakartaに1-0、決勝でPupuk Kaltimに3-2で勝って初優勝した。2001年はファーストステージで1位になった。Putra Samarindaがシーズン終盤に欠場を決めたため、1試合少ない25試合での成績となった。セカンドステージ（グループB）で2位になると、PSMS Medanとの準決勝は2-2からのPK戦を3-2で制した。決勝はPersija Jakartaに2-3で敗れた。2002年はファーストステージで4位、セカンドステージ（グループB）で2位になり、準決勝に進んだが、Persita Tangerangに0-2で敗れた。
2003年は1ステージ制で行われた。ペルシク・ケディリと5ポイント差の2位になった。2004年は17勝10分7敗の勝ち点61で優勝したPersebaya Surabayaと並びながらも2位に終わった。
2005年は再び3ステージ制に戻った。ファーストステージで2位、セカンドステージ（グループA）で3位に終わり、各グループ上位2チームが出場する決勝トーナメントには進出できなかった。2006年はファーストステージで3位、セカンドステージ（グループB）で4位に終わった。2007-08シーズンはファーストステージで5位に終わり、セカンドステージに進めなかった。このシーズンは2008-09シーズンのインドネシア・スーパーリーグの予選も兼ねていた。

### インドネシア・スーパーリーグ
2008年、インドネシアサッカー協会はリーガ・インドネシア（プレミア）の上位にインドネシア・スーパーリーグを創設した（プレミアは2部相当に降格）。スーパーリーグ初年度の2008-09シーズンは18チーム中8位に終わった。

### リーガ・プレミア・インドネシア
2011年、スーパーリーグがスーパーリーグとリーガ・プレミア・インドネシアに分裂した。PSMマカッサルは2010-11シーズンのスーパーリーグを辞退して、2011シーズンのリーガ・プレミアに参加し、3位になった。19チームが参加したリーガ・プレミアはハーフシーズンのみが行われた。しかし、リーガ・プレミアはインドネシアサッカー協会およびFIFA未公認のリーグとなったため、インドネシアサッカー協会によってインドネシア・プレミアリーグが創設された。

### インドネシア・プレミアリーグ
2011-12シーズンはプレミアリーグで6位になった。2013年はレギュラーシーズンで6位になり、プレーオフに進んだが、グループKで2位に終わり、各グループ（K・L）1位とレギュラーシーズン優勝の3チームによる変則決勝トーナメント進出を逃した。
2014年、プレミアリーグとスーパーリーグが統合されてスーパーリーグが唯一の最上位リーグになった。PSMマカッサルはスーパーリーグの東部に所属している。

## 獲得タイトル
- リーガ・インドネシア
  - 優勝 (1) : 1999-2000
  - 準優勝 (4) : 1995-96, 2001, 2003, 2004
- ピアラインドネシア
  - 優勝 (1)：2019

## 過去の成績

### リーグ戦
| 年度      | レギュラーシーズン                   | レギュラーシーズン | レギュラーシーズン | レギュラーシーズン | レギュラーシーズン | レギュラーシーズン | レギュラーシーズン | レギュラーシーズン | レギュラーシーズン | 最終結果 |
| 年度      | 所属                                 | 順位               | 試                 | 点                 | 勝                 | 分                 | 敗                 | 得                 | 失                 | 最終結果 |
| --------- | ------------------------------------ | ------------------ | ------------------ | ------------------ | ------------------ | ------------------ | ------------------ | ------------------ | ------------------ | -------- |
| 1994-95   | リーガ・インドネシア プレミア 東地区 | 10位               | 32                 | 43                 | 11                 | 10                 | 11                 | 31                 | 31                 |          |
| 1995-96   | リーガ・インドネシア プレミア 東地区 | 1位                | 30                 | 57                 | 17                 | 6                  | 7                  | 58                 | 26                 | 準優勝   |
| 1996-97   | リーガ・インドネシア プレミア 東地区 | 1位                | 20                 | 43                 | 14                 | 1                  | 5                  | 48                 | 21                 | 準決勝   |
| 1997-98   | リーガ・インドネシア プレミア 東地区 | 中止               | 15                 | 30                 | 9                  | 3                  | 3                  | 33                 | 8                  |          |
| 1998-99   | リーガ・インドネシア プレミア 東地区 | 2位                | 10                 | 17                 | 5                  | 2                  | 3                  | 11                 | 9                  | ベスト10 |
| 1999-2000 | リーガ・インドネシア プレミア 東地区 | 1位                | 26                 | 56                 | 16                 | 8                  | 2                  | 41                 | 13                 | 優勝     |
| 2001      | リーガ・インドネシア プレミア 東地区 | 1位                | 25                 | 54                 | 16                 | 6                  | 3                  | 36                 | 12                 | 準優勝   |
| 2002      | リーガ・インドネシア プレミア 東地区 | 4位                | 22                 | 43                 | 12                 | 7                  | 3                  | 42                 | 22                 | 準決勝   |
| 2003      | リーガ・インドネシア プレミア        | 2位                | 38                 | 62                 | 18                 | 8                  | 12                 | 68                 | 48                 |          |
| 2004      | リーガ・インドネシア プレミア        | 2位                | 34                 | 61                 | 17                 | 10                 | 7                  | 46                 | 28                 |          |
| 2005      | リーガ・インドネシア プレミア 東地区 | 2位                | 26                 | 45                 | 14                 | 3                  | 9                  | 42                 | 29                 | ベスト8  |
| 2006      | リーガ・インドネシア プレミア 東地区 | 3位                | 26                 | 42                 | 12                 | 6                  | 8                  | 44                 | 32                 | ベスト8  |
| 2007-08   | リーガ・インドネシア プレミア 東地区 | 5位                | 34                 | 57                 | 17                 | 6                  | 11                 | 43                 | 33                 |          |
| 2008-09   | スーパーリーグ                       | 8位                | 34                 | 51                 | 13                 | 12                 | 9                  | 42                 | 44                 |          |
| 2009-10   | スーパーリーグ                       | 13位               | 34                 | 43                 | 12                 | 7                  | 15                 | 31                 | 46                 |          |
| 2010-11   | スーパーリーグ                       | 辞退*              |                    |                    |                    |                    |                    |                    |                    |          |
| 2011      | リーガ・プレミア・インドネシア       | 3位20              | 18                 | 34                 | 10                 | 4                  | 4                  | 36                 | 18                 |          |
| 2011-12   | プレミアリーグ                       | 6位                | 22                 | 34                 | 9                  | 7                  | 6                  | 29                 | 26                 |          |
| 2013      | プレミアリーグ                       | 6位                | 18                 | 32                 | 10                 | 2                  | 6                  | 27                 | 12                 |          |
| 2014      | スーパーリーグ 東地区                |                    |                    |                    |                    |                    |                    |                    |                    |          |

*= 2010-11シーズン参加を辞退。

20= リーグが20試合の時点で終了。2011年6月18日までの半年でシーズン終了。成績は2011年3月31日時点。

### カップ戦
- コパ・インドネシア2007 - ベスト16
- コパ・インドネシア2008 - 準々決勝
- コパ・インドネシア2009 - ベスト16
- ピアラ・インドネシア2010 - 準々決勝
- ピアラ・インドネシア2012 - ベスト16

## アジアでの成績
| 年度    | 大会                         | ラウンド  | 国                 | クラブ                       | ホーム | アウェー | 合計   |
| ------- | ---------------------------- | --------- | ------------------ | ---------------------------- | ------ | -------- | ------ |
| 1997-98 | アジアカップウィナーズカップ | 2回戦     | タイ王国の旗       | ロイヤル・タイ・エアフォース | 0 - 0  | 2 - 1    | 2 - 1  |
| 1997-98 | アジアカップウィナーズカップ | 準々決勝  | 大韓民国の旗       | 水原三星                     | 0 - 1  | 0 - 12   | 0 - 13 |
| 2001-02 | アジアカップウィナーズカップ | 1回戦     | モルディブの旗     | ヴィクトリー                 | 2 - 1  | 0 - 3    | 2 - 4  |
| 1996-97 | アジアクラブ選手権           | 1回戦     | 大韓民国の旗       | 浦項スティーラース           | 1 - 0  | 0 - 4    | 1 - 4  |
| 2000-01 | アジアクラブ選手権           | 1回戦     | ベトナムの旗       | ソンラム・ゲアン             | 0 - 0  | 4 - 1    | 4 - 1  |
| 2000-01 | アジアクラブ選手権           | 2回戦     | タイ王国の旗       | ロイヤル・タイ・エアフォース | 6 - 1  | 5 - 1    | 11 - 1 |
| 2000-01 | アジアクラブ選手権           | 準々決勝  | 中華人民共和国の旗 | 山東魯能泰山                 | 1 - 3  |          | 4位    |
| 2000-01 | アジアクラブ選手権           | 準々決勝  | 大韓民国の旗       | 水原三星                     | 1 - 8  |          | 4位    |
| 2000-01 | アジアクラブ選手権           | 準々決勝  | 日本の旗           | ジュビロ磐田                 | 0 - 3  |          | 4位    |
| 2004    | AFCチャンピオンズリーグ      | グループF | ベトナムの旗       | ホアンアイン・ザライ         | 3-0    | 1-5      | 4位    |
| 2004    | AFCチャンピオンズリーグ      | グループF | タイ王国の旗       | クルン・タイ・バンク         | 2-3    | 2-1      | 4位    |
| 2004    | AFCチャンピオンズリーグ      | グループF | 中華人民共和国の旗 | 大連実徳                     | 0-1    | 1-2      | 4位    |
| 2005    | AFCチャンピオンズリーグ      | グループF | タイ王国の旗       | BECテロ・サーサナFC          | 2-2    | 1-0      | 3位    |
| 2005    | AFCチャンピオンズリーグ      | グループF | 日本の旗           | 横浜F・マリノス              | 0-2    | 0-3      | 3位    |
| 2005    | AFCチャンピオンズリーグ      | グループF | 中華人民共和国の旗 | 山東魯能                     | 0-1    | 1-6      | 3位    |

## サポーター
PSMマカッサルは忠誠心の高いサポーターに支えられている。彼らには「Macz Man Indonesia」という愛称がある。
Macz Man Indonesiaのスローガンは「Punna stangnga-stangngako, mundurukko!」である。
サポーターグループの名誉会長は、インドネシアで保険・金融事業を展開するアクサグループ、Axa Mandiriの社長Iriantosyah Kasim氏であり、秘書はAndi Muhammad Alamである。
PSMマカッサルの試合において、Macz Man Indonesiaがマットアンギン・ヘル・スタジアムに現れるときは、Choklat Maczman氏がスタジアムにおけるまとめ役を行なっている。Choklat Maczmanの指揮のもと、Macz Man Indonesiaは試合中チャントを歌い様々なパフォーマンスを行う。

## 歴代監督
- ヨピ・ルモインドン
- シャムスディン・ウマル
- ヘンク・ウィレムス (1998–99)
- ミロスラフ・ヤヌ (2003–05)
- フリッツ・コルバッハ (2005–06)
- マヌエル・ビルチェス (2006)
- カルロス・デ・メロ
- ラドイ・ミンコフスキ
- ハナフィン
- ラジャ・イサ
- ロベルト・アルベルツ (2010-2011, 2016-)
- ヴィム・ライズベルヘン (2011)
- ペタル・シェグルト (2011-2013)

## 歴代所属選手

### 外国籍選手
| AFC - スレチュコ・ミトロヴィッチ - ゴーラン・シュバラ - ダルユーシュ・アユービ - クォン・ジュン - ジュ・ギファン - 朴晶煥 - シン・ヒュンジュン - マルワーン・サイーダ - 斉藤誠司 CAF - アバンダ・エルマン - ジュール・バジール・オナンベレ - アノーラ・オビオラ・リチャード - アリ・カダフィ - ノモ・テ・マルコ - ウージャ・ラムタム・サキブ | CONMEBOL - セバスティアン・アセト - エルナン・カプット - カルロス・デ・メロ - ダニエル・バロニ - フェルナンド・アンドラーデ - ジャクセン・F.チアゴ - オスカル・アラベナ - フリオ・ロペス - ルイス・アレハンドロ・ペーニャ - セルヒオ・バルガス - アルド・バレット - オスバルド・モレノ - ロナルド・ファグンデス - クリスティアン・ゴンザレス | UEFA - リチャード・クノッパー - レオンティン・キテシュ |